# أنطونيو ألفاريز (لاعب كرة قدم)
أنطونيو ألفاريز (بالإسبانية: Ito)‏ (21 يناير 1975 في إسبانيا - ) هو مدرب كرة قدم ولاعب كرة قدم إسباني في مركز الوسط. شارك مع منتخب إسبانيا تحت 18 سنة لكرة القدم ومنتخب إسبانيا تحت 21 سنة لكرة القدم ومنتخب إسبانيا لكرة القدم. أما مع النوادي، فقد لعب مع إسبانيول وريال بيتيس وسلتا فيغو ونادي إكستريمادورا ونادي قرطبة ونادي كاسيرينو.

## مسيرته الكروية
لعب أنطونيو ألفاريز خلال مسيرته الاحترافية مع 6 أندية في تسعة عشر موسمًا وسجل خلالها 19 هدفًا ضمن 488 مباراة. حيث فاز في موسم واحد بالكأس ولم يفز بأي دوري.
خاض أنطونيو ألفاريز مسيرته مع نادي إكستريمادورا في موسم 1991–92 ليلعب معه ستة مواسم، مشاركًا في 140 مباراة سجل خلالها 9 أهداف. ثم انتقل إلى نادي سيلتا فيغو في موسم 1997–98 لمدة موسم واحد، حيث شارك في 34 مباراة سجل خلالها هدفًا واحدًا. لينتقل بعدها إلى نادي ريال بيتيس في موسم 1998–99 ليلعب معه ستة مواسم، مشاركًا في 161 مباراة سجل خلالها 5 أهداف. ثم انتقل إلى نادي إسبانيول في موسم 2004–05 واستمر معه طيلة ثلاثة مواسم، مشاركًا في 66 مباراة ولم يسجل أي هدف. هذا وانتقل لاحقًا إلى نادي قرطبة في موسم 2007–08 ولمدة موسمين، مشاركًا في 65 مباراة سجل خلالها هدفين. ثم انتقل بعدها إلى نادي كاسيرينو في موسم 2009–10 لمدة موسم واحد، مشاركًا في 22 مباراة سجل خلالها هدفين أيضًا.

## وصلات خارجية
- أنطونيو ألفاريز على موقع قاعدة بيانات كرة القدم.إي يو (الإنجليزية)
- أنطونيو ألفاريز على موقع ناشيونال فوتبول تيمز (الإنجليزية)
- أنطونيو ألفاريز على موقع Soccerway.com (الإنجليزية)
- أنطونيو ألفاريز على موقع عالم كرة القدم.نت (الإنجليزية)